# 巴勒克埃西尔省
巴勒克埃西尔省（土耳其語：Balıkesir ili）是位于土耳其西部、马尔马拉海和爱琴海沿岸的一个省，面积12,496km²，首府巴勒克埃西尔。弗里吉亚的艾达山就位于此。
巴勒克埃西尔省以橄榄、温泉、洁净的海滩闻名，是著名的旅游胜地。此外，该省还拥有大量的高岭石矿产。